# Geophis sieboldi
Geophis sieboldi (земляна змія Зібольда) — вид змій родини полозових (Colubridae). Ендемік Мексики. Вид названий на честь німецького зоолога Карла Теодора Ернста фон Зібольда.

## Поширення і екологія
Земляні змії Зібольда відомі за кількома зразками, зібраними в штатах Герреро, Мічоакан і Халіско на південному заході Мексики.